# 10658 Gretadevries
10658 Gretadevries este un asteroid din centura principală, descoperit pe 25 martie 1971, de Cornelis van Houten și Ingrid van Houten, si Tom Gehrels.